# 陳諾思
陳諾思（Chan Nok Sze Daphne，2005年3月12日—），香港劍擊運動員。
2023年，陳諾思在杭州亞運女子花劍個人賽和團體賽獲得銅牌。
2024年，她代表香港出戰巴黎奧運女子花劍個人賽，最終在16強出局。